# Équipe du Soudan masculine de handball
L'équipe du Soudan de handball masculin est la sélection nationale représentant le Soudan dans les compétitions internationales de handball masculin.